# Turris
Turris é um gênero de gastrópodes pertencente a família Turridae.

## Espécies
- Turris ambages Barnard, 1958[2]
- Turris amicta (Smith, E.A., 1877) [3]
- Turris annulata (Reeve, 1843)[4]
- Turris babylonia (Linne, 1758)[5]
- †Turris baudoni (G.P. Deshayes, 1866)
- Turris bipartita Kilburn, Fedosov & Olivera, 2012
- Turris brevicanalis (Kuroda, Habe & Oyama, 1971)[6]
- Turris chaldaea Kilburn, Fedosov & Olivera, 2012
- Turris clausifossata Kilburn, Fedosov & Olivera, 2012
- Turris condei Vera-Pelaez et al., 2000[7]
- Turris crispa (Lamarck, 1816)[8]
- Turris cristata Vera-Pelaez et al., 2000[9]
- Turris cryptorrhaphe (Sowerby I, 1825)[10]
- Turris faleiroi Kilburn, 1998[11]
- †Turris farouqui Abbass H., 1977 [12]
- Turris garnonsii (Reeve, 1843)[13]
- Turris grandis (Gray, 1834)[14]
- Turris guidopoppei Kilburn, Fedosov & Olivera, 2012
- Turris hidalgoi Vera-Pelaez et al., 2000[15]
- Turris intercancellata Kilburn, Fedosov & Olivera, 2012
- Turris intricata Powell, 1964
- Turris kantori Kilburn, Fedosov & Olivera, 2012
- Turris kathiewayae Kilburn, Fedosov & Olivera, 2012
- Turris nadaensis Azuma, 1973[16]
- Turris nodifera (Lamarck, 1822)[17]
- Turris normandavidsoni Olivera, 1999[18]
- Turris omnipurpurata Vera-Pelaez et al., 2000[19]
- Turris pagasa Olivera, 1999[20]
- Turris ruthae Kilburn, 1983[21]
- Turris spectabilis (Reeve, 1843)[22]
- Turris tanyspira Kilburn, 1975[23]
- †Turris thurstonensis (Weaver, 1916)
- Turris undosa (Lamarck, 1816)[24]
- Turris venusta (Reeve, 1843)
- Turris yeddoensis (Jousseaume, 1883)

### Espécies fósseis deTurris

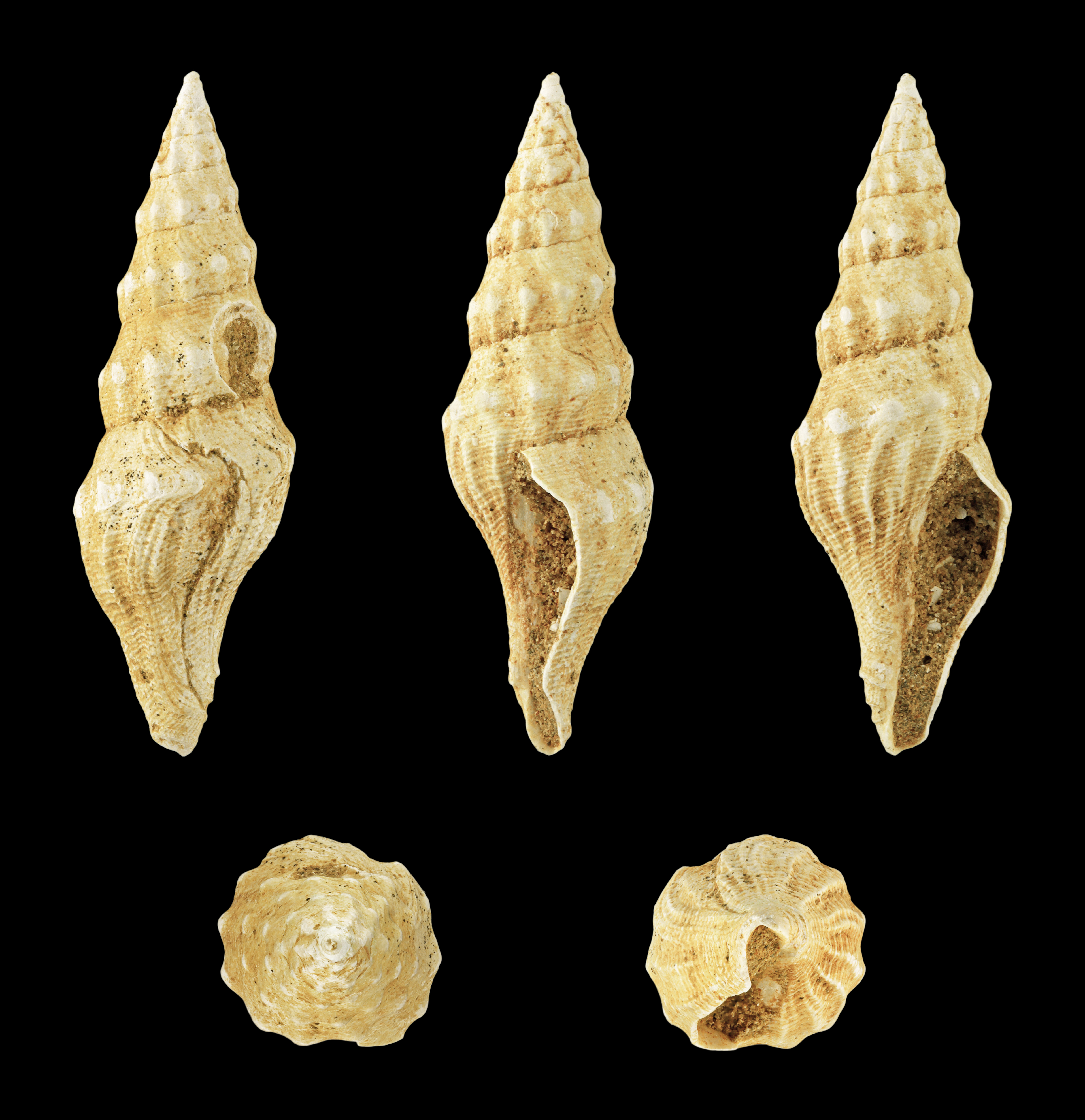
Turris aequensis
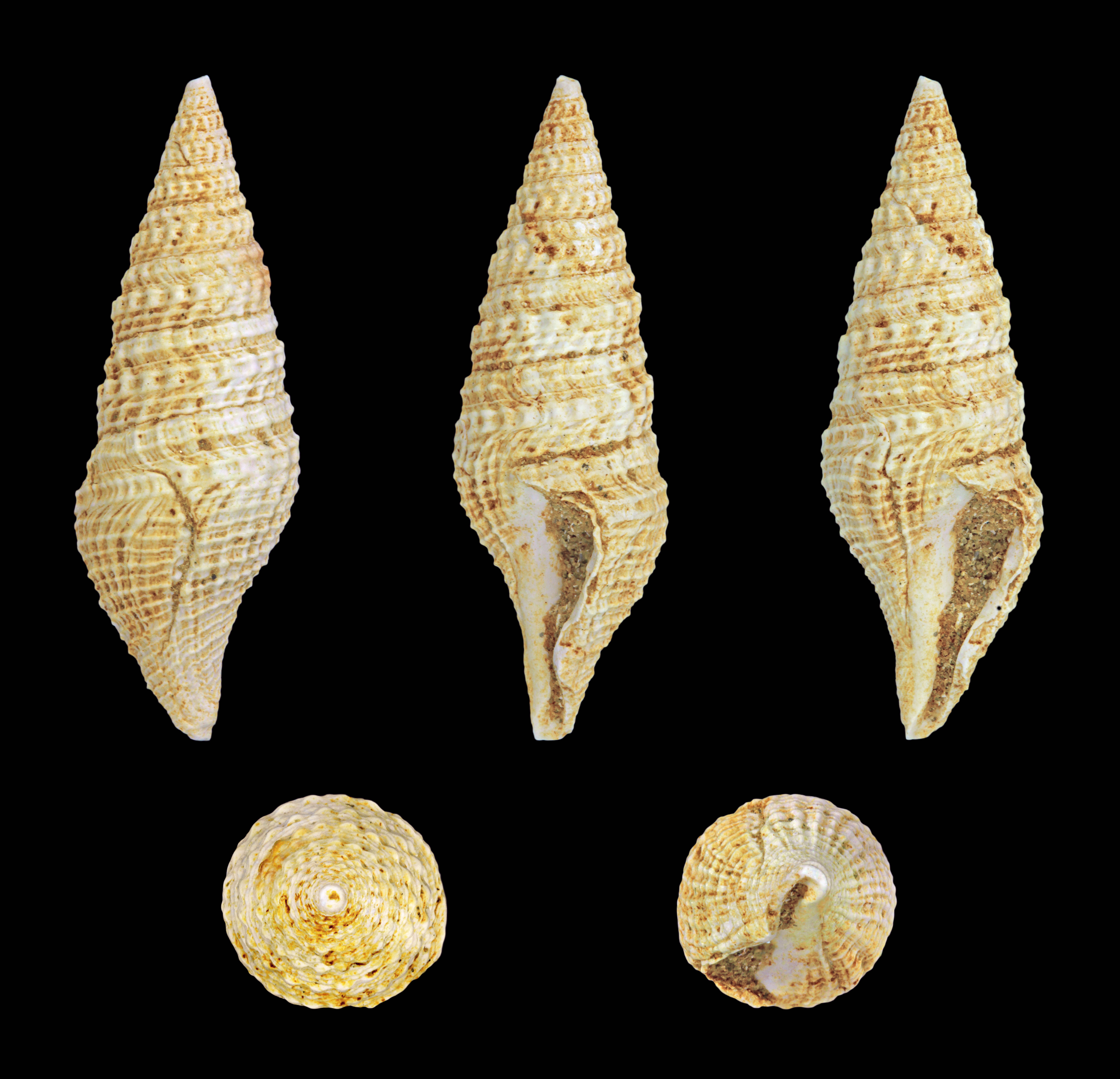
Turris canaliculata
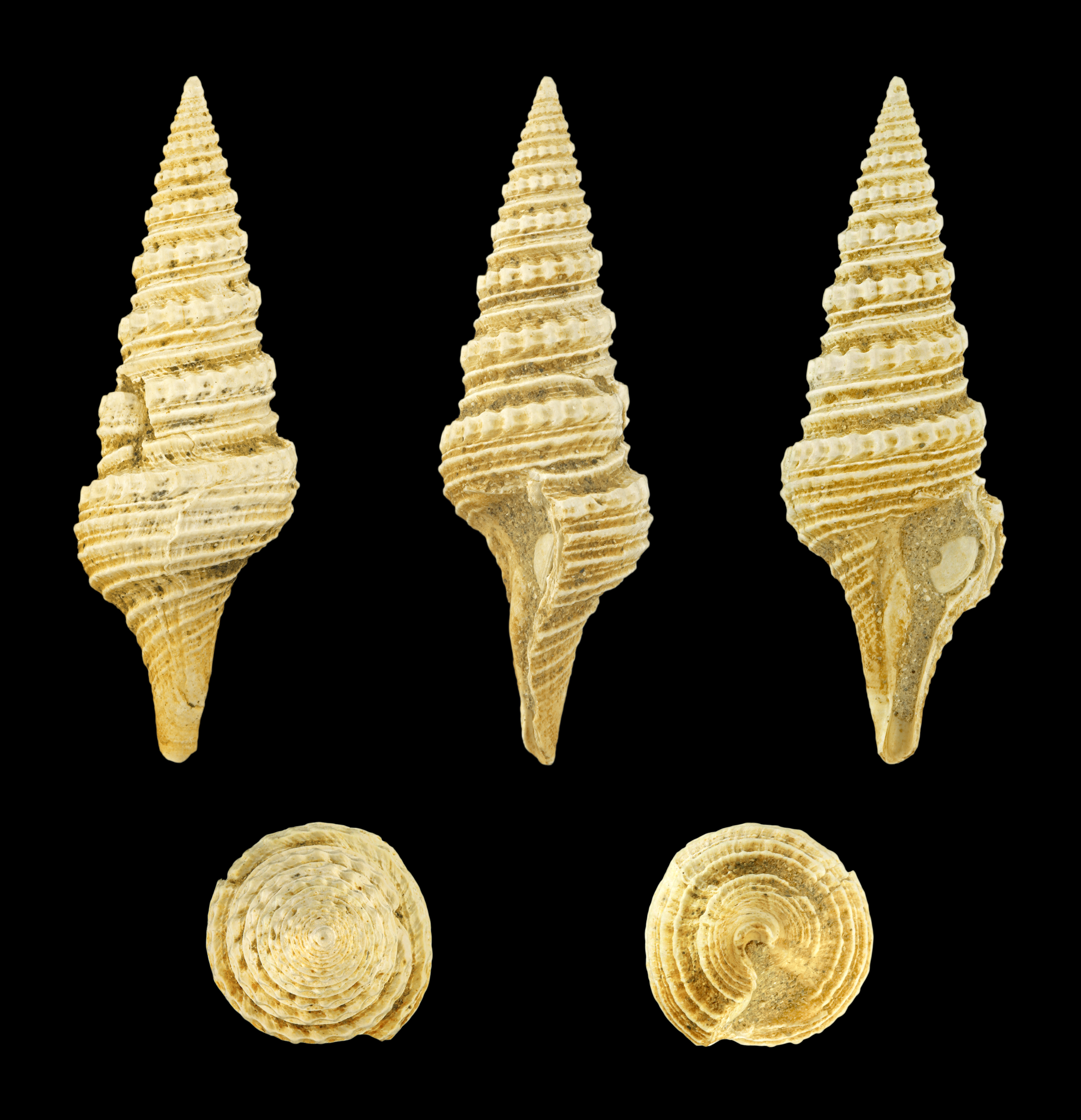
Turris denticulata
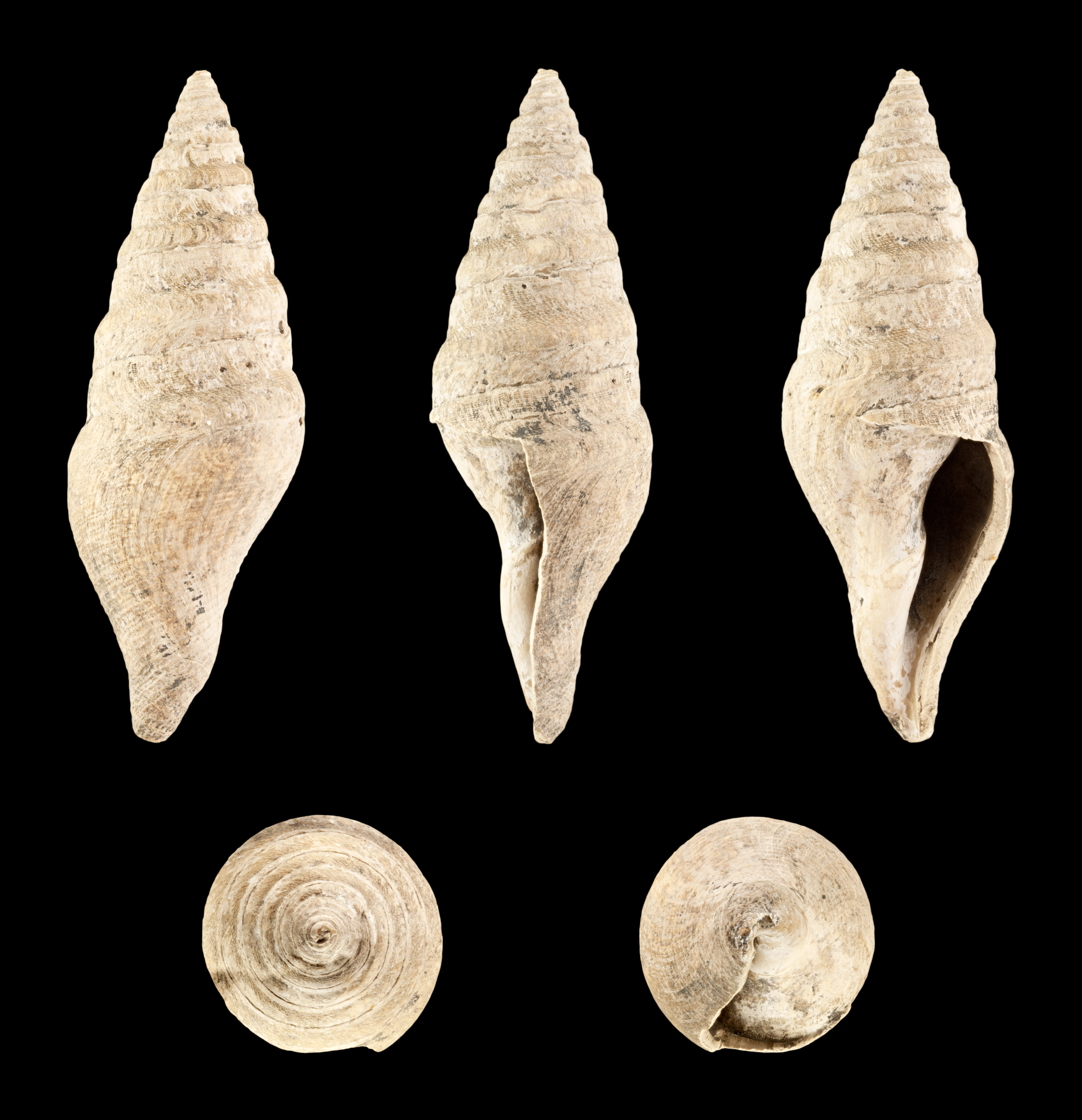
Turris steinvorthi

Espécies trazidas para a sinonímia
- Turris abbreviata (Reeve, 1843): synonym of Lophiotoma abbreviata (Reeve, 1843)
- Turris abyssorum (Locard, 1897): synonym of Gymnobela abyssorum (Locard, 1897)
- Turris ankaramanyensis Bozzetti, 2006:[25] synonym of Turris tanyspira Kilburn, 1975
- Turris armilda Dall, 1908: synonym of Fusiturricula armilda (Dall, 1908)
- Turris assyria Olivera, Seronay & Fedosov, 2010: synonym of Turris babylonia (Linnaeus, 1758)
- Turris cincta:[26] synonym of Turridrupa cincta (Lamarck, 1822)
- Turris cingulifera:[27] synonym of Iotyrris cingulifera (Lamarck, 1822)
- Turris clionellaeformis (Weinkauff & Kobelt, 1875):[28] synonym of Drillia clionellaeformis (Weinkauff & Kobelt, 1875)
- Turris cosmoi Sykes, 1930: synonym of Gemmula cosmoi (Sykes, 1930)
- Turris diaulax Dall, 1908: synonym of Rhodopetoma diaulax (Dall, 1908)
- Turris dollyae Olivera, 1999:[29] synonym of Turris crispa (Lamarck, 1816)
- Turris diaulax Dall, 1908: synonym of Antiplanes diaulax (Dall, 1908)
- Turris formosissima Smith E. A., 1915: synonym of Polystira formosissima (Smith E. A., 1915)
- Turris fusinella Dall, 1908: synonym of Fusiturricula fusinella (Dall, 1908)
- Turris husamaru Nomura, 1940: synonym of Gemmula husamaru (Nomura, 1940)
- Turris imperfecti Röding, 1798: synonym of Turris babylonia (Linnaeus, 1758)
- Turris indica Röding, 1798: synonym of Lophioturris indica (Deshayes, 1833)
- Turris integra (Thiele, 1925):[30] synonym of Crassispira integra Thiele, 1925
- Turris joubini (Dautzenberg & Fischer, 1906):[31] synonym of Corinnaeturris leucomata (Dall, 1881)
- Turris kilburni Vera-Pelaez et al., 2000:[32] synonym of Turris pagasa Olivera, 2000
- Turris macella Melvill, 1923: synonym of Agladrillia macella (Melvill, 1923)
- Turris monilifera Pease, 1860: synonym of Gemmula monilifera (Pease, 1860)
- Turris munizi Vera-Pelaez et al., 2000:[33] synonym of Gemmula lululimi Olivera, 2000
- Turris nexilis Hutton, 1885: synonym of Taranis nexilis (Hutton, 1885)
- Turris nobilis Röding, 1798: synonym of Turris babylonia (Linnaeus, 1758)
- Turris orthopleura Kilburn, 1983:[34] synonym of Makiyamaia orthopleura (Kilburn, 1983)
- Turris pluteata Reeve:[35] synonym of Fusiturris pluteata (Reeve, 1843)
- Turris pseudogranosa Nomura, 1940: synonym of Gemmula pseudogranosa (Nomura, 1940)
- Turris pulchra Röding, 1798: synonym of Turris babylonia (Linnaeus, 1758)
- Turris regia Röding, 1798: synonym of Clavatula regia (Röding, 1798)
- Turris resina Dall, 1908: synonym of Hindsiclava resina (Dall, 1908)
- Turris rugitecta Dall, 1918: synonym of Crassispira rugitecta (Dall, 1918)
- Turris ruthveniana Melvill, 1923: synonym of Lophiotoma ruthveniana (Melvill, 1923)
- Turris saldanhae Barnard, 1958: synonym of Comitas saldanhae (Barnard, 1958)
- Turris solomonensis (Smith E. A., 1876):[36] synonym of Inquisitor solomonensis (E. A. Smith, 1876)
- Turris taxea Röding, 1798: synonym of Clavatula taxea (Röding, 1798)
- Turris tigrina Lamarck:[37] synonym of Lophiotoma indica (Röding, 1798)
- Turris tornatum Röding, 1798: synonym of Turris babylonia (Linnaeus, 1758)
- Turris torta Dautzenberg:[38] synonym of Fusiturris torta (Dautzenberg, 1912)
- Turris totiphyllis Oliverio, 1999:[39] synonym of Turris hidalgoi Vera-Pelaez, Vega-Luz & Lozano-Francisco, 2000
- Turris undatiruga Bivona: synonym of Fusiturris undatiruga (Bivona Ant. in Bivona And., 1838)
- Turris violacea:[40] synonym of Tomopleura reevii (C. B. Adams, 1850)